# Enrique Fernández López
Enrique Fernández López (Trebujena, 16 de septiembre de 2003) es un futbolista español que juega como centrocampista en el Betis Deportivo de la Segunda Federación.

## Trayectoria
Quique se forma en el fútbol base del Trebujena F. C. y Cádiz C. F. antes de unirse al Real Betis en 2015, debutando con el filial el 3 de septiembre de 2022 al partir como titular en una victoria por 0-1 frente al F. C. Cartagena "B" en la Segunda Federación. Poco tiempo atrás, el 25 de agosto, renovaba su contrato con el club hasta 2024, ascendiendo al filial.
Debutó con el primer equipo el 27 de octubre de 2022 al entrar como suplente en los minutos finales de la victoria por 1-0 frente al PFC Ludogorets en la UEFA Europa League.

## Clubes
Actualizado al último partido disputado el 6 de noviembre de 2022.
| Club                | País   | Año       | Partidos | Goles |
| ------------------- | ------ | --------- | -------- | ----- |
| Betis Deportivo     | España | 2022-act. | 10       | 0     |
| Real Betis Balompié | España | 2022-act. | 1        | 0     |